# Токійський технічний університет
Токійський технічний університет (яп. 東京工業大学, とうきょうこうぎょうだいがく; англ. Tokyo Institute of Technology) — державний університет у Японії. Розташований за адресою: префектура Токіо, район Меґуро, квартал Оокаяма 2-12-1. Відкритий 1929 року. Скорочена назва — Токо́-да́й (яп. 東工大, とうこうだい).
1 жовтня 2024 року університет об'єднався з Токійський медично-стоматологічний університет, щоб утворити Токійський науковий університет.

## Факультети
- Природничий факультет (яп. 理学部)
- Інженерно-технічний факультет (яп. 工学部)
- Біологічно-технічний факультет (яп. 生命理工学部)

## Аспірантура
- Природничо-технічна аспірантура (яп. 理工学研究科)
- Аспірантура біологічно-технічних наук (яп. 生命理工学研究科)
- Аспірантура інтегрованих природничо-технічних наук (яп. 総合理工学研究科}})
- Аспірантура інформаційно-технічних наук (яп. 情報理工学研究科)
- Аспірантура суспільно-технічних наук (яп. 社会理工学研究科)
- Аспірантура інноваційного менеджменту (яп. イノベーションマネジメント研究科)

## Люди варті уваги
- Хідекі Сіракава — лауреат Нобелівської премії з хімії у 2000 році
- Осумі Йосінорі — лауреат Нобелівської премії з медицини у 2016 році